# 테트라하이메나

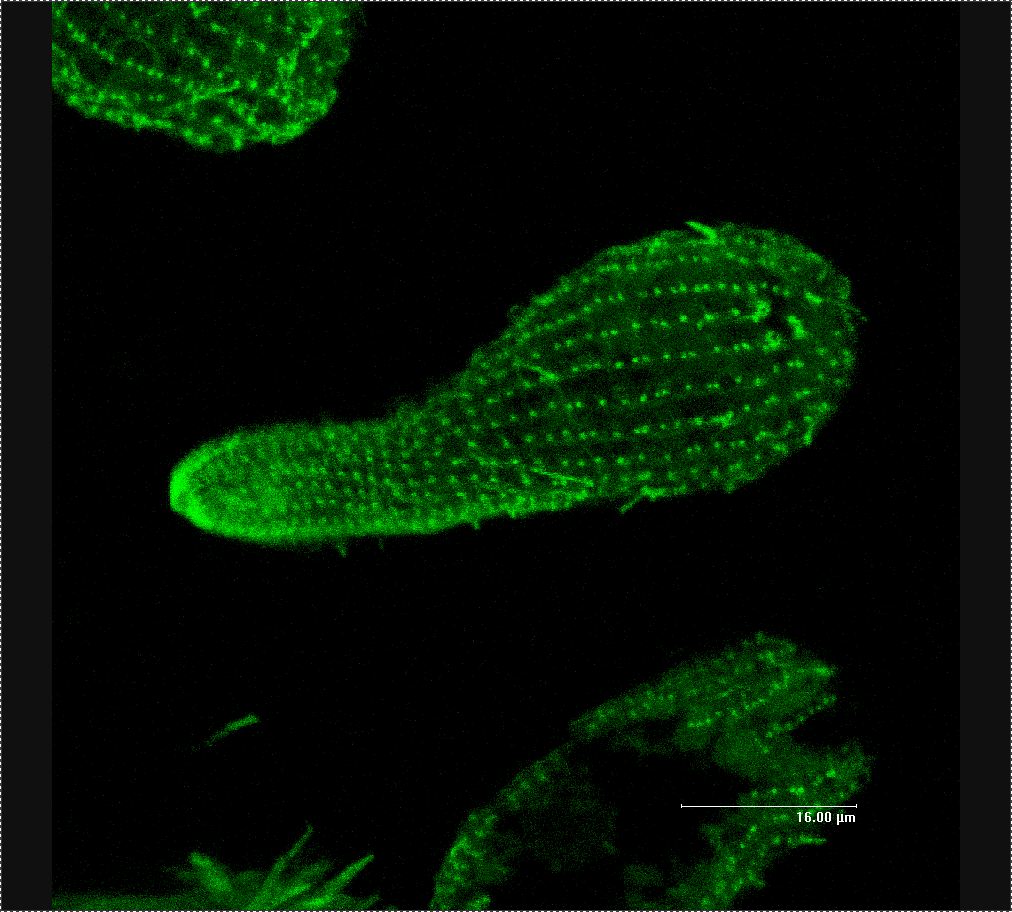
테트라하이메나의 베타 튜불린.

테트라하이메나(Tetrahymena)는 섬모충류에 속하는 원생동물이다. 편리 공생에서 병원체로 전환할 수도 있다. 이들은 일반적으로 민물에 산다. 생물의학 연구에서 모델 생물로 사용되는 테트라하이메나 종들은 T. thermophila와 T. pyriformis가 있다.
Tetrahymena thermophila의 경우 7개의 성이 있으며 21개의 다른 조합으로 번식할 수 있다. 성은 성적(性的)으로 자가 생식하여 번식할 수 없다.

## 하위 종
- Tetrahymena hegewischi
- Tetrahymena hyperangularis
- Tetrahymena malaccensis
- Tetrahymena pigmentosa
- Tetrahymena pyriformis
- Tetrahymena thermophila
- Tetrahymena vorax